# 馬萊馬區
14°56′55″S 37°24′52″E / 14.94861°S 37.41444°E

馬萊馬區（葡萄牙語：Malema），是莫桑比克的行政區，位於該國東北部，由楠普拉省負責管轄，首府設於馬萊馬，面積6,122平方公里，2007年人口164,889，人口密度每平方公里27人。